# Hydrogonium patulifolium
Hydrogonium patulifolium là một loài rêu trong họ Pottiaceae. Loài này được J. Froehl. mô tả khoa học đầu tiên năm 1964.